# Зінченко Федір Матвійович
Фе́дір Матві́йович Зі́нченко (нар. 1902 — 15 жовтня 1991) — учасник німецько-радянської війни, Герой Радянського Союзу (1945).

## Життєпис
Народився в селі Ставсково, (зараз в межах Кривошеїнського району Томської області РФ) у селянській родині. Українець. Закінчив початкову школу.
У РСЧА з 1924 року. Закінчив полкову школу. Пізніше, у 1930 році закінчив Владивостокську військову піхотну школу.
З 1938 року воєнком батальйону Ленінградського училища зв'язку.
На фронтах німецько-радянської війни з березня 1942 року. Після закінчення курсів «Постріл» став командиром 756-го стрілецького полку (150-а стрілецька дивізія, 3-я ударна армія, 1-й Білоруський фронт).
у ході Берлінської операції, полк під командуванням полковника Зінченка, попри сильний опір противника, 24 квітня 1945 року першим вийшов на околицю Берліна. 27 квітня під сильним вогнем штурмом захопили центральний квартал Берліна і вийшли до р. Шпрее. 30 квітня бійці полку дістались рейстагу над яким закріпили Прапор Перемоги.
31 травня 1945 року полковнику Ф.М.Зінченку присвоєно звання Героя Радянського Союзу.
З 1950 року у відставці. Жив у м. Золотоноша. У 1981 році переїхав у м. Черкаси.
Помер 15 жовтня 1991 року.